# Elección para gobernador de Oregón de 2010
Las elecciones para gobernador de Oregón de 2010 se hicieron el 2 de noviembre de 2010 para escoger al gobernador de Oregón en las que el demócrata John Kitzhaber ganó. El gobernador titular Ted Kulongoski no se postuló para la gobernatura del estado porque no era elegible para otro término.